# مقبرة 11
مقبرة 11 وتعرف عالميا باسم KV11، وهي المقبرة الملكية الخاصة بفرعون مصر رمسيس الثالث ثاني ملوك الأسرة العشرون، والمقبرة تقع في الوادي الشرقي بوادي الملوك وبدأ العمل فيها بأوامر من الملك ست نخت ثم أوقف العمل بها بعد أن أدى الحفر إلى اختراق مقبرة الملك أمن‌مسه (مقبرة 10)، ومن ثم دفن ست نخت في مقبرة 14، ومع اعتلاء رمسيس الثالث لعرش مصر استكمل حفر المقبرة ولكن من خلال محور تصميمي أخر (المحور المستقيم) لتفاضي حدوث أضرار أخرى لمقبرة الملك آمون مسس.
والمقبرة مفتوحة منذ العهود القديمة وتعرف أيضا باسم مقبرة بروس (نسبة لجيمس بروس الذي دخل المقبرة عام 1768) كما يطلق عليها أيضا لقب مقبرة عازفي القيثار لوجود نقوش لاثنين من عازفي القيثار العميان على جدران المقبرة.
حجرة الدفن عبارة عن قاعة ذات ثمانية أعمدة، يوجد فيها تابوت من الجرانيت الأحمر (موجود الآن في متحف اللوفر، بينما غطاؤه موجود في متحف فيتزويليام في كامبريدج).

## أعلام
- رمسيس الثالث

## وصلات خارجية
- مشروع تخطيط طيبة: مقبرة 11 - يضم وصفا وصورا وخرائط للمقبرة.